# Rue Stepan-Bandera (Lviv)
Pour les articles homonymes, voir Rue Stepan-Bandera.
La rue Stepan-Bandera (en ukrainien : ву́лиця Степа́на Банде́ри, voulytsia Stepana Bandery) est une voie publique de la ville de Lviv, centre historique de la Galicie et plus grande ville de l'ouest de l'Ukraine.

## Situation et accès
Elle est parcourue et desservie par la ligne 1, 9 et 9a du tramway de Lviv.

## Historique
Au XVIIIe siècle, le domaine entourant la rue est la possession de la famille princière polonaise Czartoryski, et au début du XIXe siècle le domaine est scindé en plusieurs parties, dont une partie revient à la famille aristocratique Sapieha. La voie connue aujourd'hui sous le nom de rue Stepan-Bandera apparaît sur un plan de la ville de 1750, et elle constitue alors la frontière entre deux des quartiers de la commune. Aux environs de 1840, la rue porte le nom de rue Novy-Svet (ukrainien : Новий Світ ; russe : Новый Свет), soit la « rue du Nouveau-Monde », nom qui sera ensuite utilisé pour désigner le quartier à l'ouest de la rue.
Les premières constructions de part et d'autre de la voie datent du dernier quart du XIXe siècle. Le bâtiment principal de l'actuelle université polytechnique de Lviv, de l'architecte polonais Julian Zachariewicz, a été construit en 1877. En 1886, la rue est baptisée rue Leon-Sapieha, du nom de Leon Sapieha (1803–1878), noble polonais et figure publique politique. La ligne ferroviaire de tramway, qui parcourt la rue, a été posée en 1894.
La rue est brièvement baptisée rue Komsomolskaya de juillet 1940 à 1941, avant d'être débaptisée et renommée jusqu'en 1944 d'un nom allemand. À la libération de la ville, la rue est renommée rue Staline, puis rue Myrou (ukrainien : Миру) en 1961, soit la « rue de la Paix ». Le nom actuel de la rue, du nom de Stepan Bandera, dirigeant nationaliste ukrainien, date de 1991 et de la dislocation de l'Union soviétique.

## Bâtiments remarquables et lieux de mémoire
Plusieurs édifices historiques et lieux remarquables se trouvent dans cette rue, dont :
- l'Église Sainte-Marie-Madeleine de Lviv, aux numéros 8-10.
- le bâtiment principal de l'Université nationale polytechnique de Lviv, au numéro 12.
- l'Observatoire de l'université polytechnique de Lviv
- le Monastère Sainte-Thérèse de Lviv, au numéro 32.

## Sources
- (uk)/(ru) Cet article est partiellement ou en totalité issu des articles intitulés en ukrainien « Вулиця Бандери (Львів) » (voir la liste des auteurs) et en russe « Улица Степана Бандеры (Львов) » (voir la liste des auteurs).